# Kolor przyjaźni
Kolor przyjaźni (ang. The Color of Friendship) – amerykański film, należący do kategorii Disney Channel Original Movies.

## Opis fabuły
Mahree Bok, dziewczynka rasy białej mieszkająca w RPA, która nigdy nie była w USA, namawia rodziców by zgodzili się na jej roczny wyjazd do USA, do czarnoskórej dziewczynki – Piper Dellums – organizowany przez szkołę. Dziewczyny chcą poznać życie swoich przodków.

## Obsada
- Shadia Simmons – Piper Dellums
- Penny Johnson – Roscoe Dellums
- Lindsey Haun – Mahree Bok
- Ray Kahnert – Manager
- Allen Stewart-Coates – Patron
- Susan Spencer – Brenda
- Erik Dellums – Oliver
- Soo Garay – Amanda
- Micah Nelson – Janet
- Moira Dunphy – Sekretarka
- Ryan Cooley – Billy
- Ahmad Stoner – Daniel
- Stephen Jennings – Pieter